# Плевна (Ботошань)
Плевна (рум. Plevna) — село у повіті Ботошані в Румунії. Входить до складу комуни Сухареу.
Село розташоване на відстані 408 км на північ від Бухареста, 42 км на північ від Ботошань, 135 км на північний захід від Ясс.

## Населення
За даними перепису населення 2002 року у селі проживали 211 осіб, усі — румуни. Усі жителі села рідною мовою назвали румунську.